# Anne Sofie Espersen
Anne Sofie Espersen (* 27. August 1973 in Hirtshals) ist eine dänische Schauspielerin.

## Leben
Anne Sofie Espersen wurde 1973 in der norddänischen Hafenstadt Hirtshals als Tochter des Reeders Ole Peter Espersen und der Buchhalterin Inger Tanggaard Espersen geboren. Sie hat zwei ältere Schwestern, darunter die Politikerin Lene Espersen.
Espersen besuchte bis zum Jahr 1999 die Statens Teaterskole. Im Anschluss folgten zahlreiche Rollen in Theaterstücken sowie Film- und Fernsehproduktionen. Die Rolle der Sonja im Thriller Todeshochzeit brachte ihr 2006 ihre erste Nominierung für den Bodil als Beste Nebendarstellerin ein. In der gleichen Kategorie war sie 2008 für ihre Rolle im Drama Hvid nat erneut für einen Bodil nominiert. 2011 war Espersen in der Familienserie Ludvig & Julemanden in der Rolle der Kirsten Glad zu sehen. Im gleichen Jahr trat sie auch in der Tanzshow Vild med dans, der dänischen Version von Let’s Dance, auf.
Die Rolle der Susan in Heidi Maria Faissts Drama Frit fald brachte ihr erneut viel Kritikerlob ein und wurde 2012 mit je einer Nominierung für den Bodil und den Robert als Beste Nebendarstellerin belohnt. In der dritten Staffel der Politserie Borgen – Gefährliche Seilschaften war Espersen 2013 in der Rolle der Karoline Friis zu sehen. Von 2015 bis 2017 übernahm Espersen in der Krimiserie Norskov die Rolle der Jackie Noack, die ihr eine weitere Nominierung für den Robert als Beste Nebendarstellerin einbrachte.
Espersen war ab dem Jahr 2003 mit dem Schauspieler Søren Byder verheiratet und trug in dieser Zeit den Namen Anne Sofie Byder. Aus der 2008 geschiedenen Ehe gingen drei Kinder hervor, darunter der ebenfalls schauspielerisch tätige Sylvester Byder.

## Filmografie (Auswahl)
- 2000, 2001: Skjulte spor (Fernsehserie, 2 Episoden)
- 2001: Langt fra Las Vegas (Fernsehserie, 2 Episoden)
- 2001: Shake It All About (En kort en lang)
- 2002: Profession: X (Fernsehserie, 8 Episoden)
- 2002: Hotellet (Fernsehserie, 1 Episode)
- 2002: Stealing Rembrandt – Klauen für Anfänger (Rembrandt)
- 2004: Tid til forandring
- 2005: Todeshochzeit (Mørke)
- 2005: Klovn (Fernsehserie, 1 Episode)
- 2007: Til døden os skiller
- 2007: Hvid nat
- 2009: Protectors – Auf Leben und Tod (Livvagterne, Fernsehserie, 2 Episoden)
- 2009: Kommissarin Lund – Das Verbrechen (Forbrydelsen, Fernsehserie, 3 Episoden)
- 2009: 2900 Happiness (Fernsehserie, 9 Episoden)
- 2011: Frit fald
- 2011: Ludvig & Julemanden (Fernsehserie, 22 Episoden)
- 2012: Hvidsten gruppen
- 2012: Sover Dolly på ryggen?
- 2012–2013: Live fra Bremen (Fernsehserie, 16 Episoden)
- 2013: Borgen – Gefährliche Seilschaften (Borgen, Fernsehserie, 6 Episoden)
- 2014: Klassefesten 2: Begravelsen
- 2015–2017: Norskov (Fernsehserie, 16 Episoden)
- 2017: Far til fire på toppen
- 2018: Small Town Criminals – Vollzeiteltern, Teilzeitgauner (Friheden, Fernsehserie, 3 Episoden)
- 2021: Klemt (Fernsehserie, 1 Episode)